# Antoine Gizenga
Antoine Gizenga   (Mushiko i Mushiko, 5 d'octubre de 1925 - Kinshasa, 24 de febrer de 2019) fou un polític de la República Democràtica del Congo, Primer Ministre de la República Democràtica del Congo entre el 30 de desembre de 2006 i el 10 d'octubre de 2008. Fou secretari-general del Partit Lumumbista Unificat (PALU) i President de la República Democràtica del Congo l'any 1961 en rebel·lió. El seu govern, amb seu a Stanleyville fou reconegut per 21 estats africans, asiàtics i europeus el febrer del mateix any.